# Castillo de Peñaflor (Jaén)
El castillo de Peñaflor es un castillo rural situado en el cerro del mismo nombre, en el antiguo camino entre Jaén y Baeza, cerca del Puente del Obispo, en la provincia de Jaén (España). Está declarado Bien de Interés Cultural, conforme al decreto de 22 de abril de 1949.

## Toponimia
Con este nombre existen una gran cantidad de fortalezas por toda España, siendo la más relevante la que existió en el Campo de Montiel. En la propia provincia de Jaén, también se le ha dado este nombre a un recinto situado junto al Castillo del Ferral, en Sierra Morena.

## Situación
El castillo está situado en un despoblado de mucho interés como yacimiento arqueológico. En este lugar, un equipo de arqueólogos de la Universidad de Jaén, encontraron vestigios de un poblado de la Edad del Bronce; restos de asentamientos romanos; poblamientos de los siglos VIII a X; restos habitacionales de los siglos XIII y XIV (entre los que se incluye el castillejo); y, finalmente, un asentamiento agrícola del siglo XVI.

## Descripción
El recinto de la fortificación tiene forma irregular, con defensas exteriores de argamasa, piedra y yeso, asentadas sobre la roca. El más fuerte de los muros es el situado hacia el sur, de calicanto, aunque se encuentra muy deteriorado, al igual que el resto del cerramiento. Al norte hay restos de un terraplén defensivo, en tierra, con un camino de acceso lateral, que parece el original.
En las excavaciones de Salvatierra, se descubrieron restos de una aldea islámica, con más de 20 viviendas, lo que permite atribuir al castillejo, en sus mejores tiempos, unos 300 habitantes.